# Катастрофа Ил-22 в Домне
Катастрофа Ил-22 в Домне — катастрофа самолёта Ил-22, произошедшая 2 декабря 1981 года. Выполнялся транспортный рейс по маршруту Новосибирск (Толмачево) — Домна (Читинская область). При заходе на посадку самолёт столкнулся с сопкой, разрушился и сгорел. Погибло 26 пассажиров и 5 членов экипажа.

## Самолёт
Ил-22 ВЗПУ (воздушный пункт управления на базе самолёта Ил-18) с регистрационным номером СССР-75907 входил в состав 105-й отдельной смешанной авиационной эскадрильи авиации РВСН (аэродром базирования Омск-Северный).

## Катастрофа
2 декабря 1981 года Ил-22 выполнялся транспортный рейс по маршруту Новосибирск (Толмачево) — Домна. Осуществлялась перевозка командного состава, на борту находились офицеры 33-й ракетной армии. Из-за неправильно выставленного давления на высотомерах ошибка определения высоты составила порядка 500 метров. При заходе на посадку на аэродром Домна самолёт столкнулся с Титовской сопкой, разрушился и сгорел. Погибли 31 человек, в том числе заместитель командующего армии генерал-майор Ф. И. Корсун.